# Reichstagswahl und Volksabstimmung 1938
- NSDAP: 814

Anmerkung: Die 814 Nominierten auf der NSDAP-Einheitsliste zogen in den Reichstag ein. Von ihnen waren 803 Mitglieder der NSDAP, 11 waren als Gäste bezeichnete Parteilose.

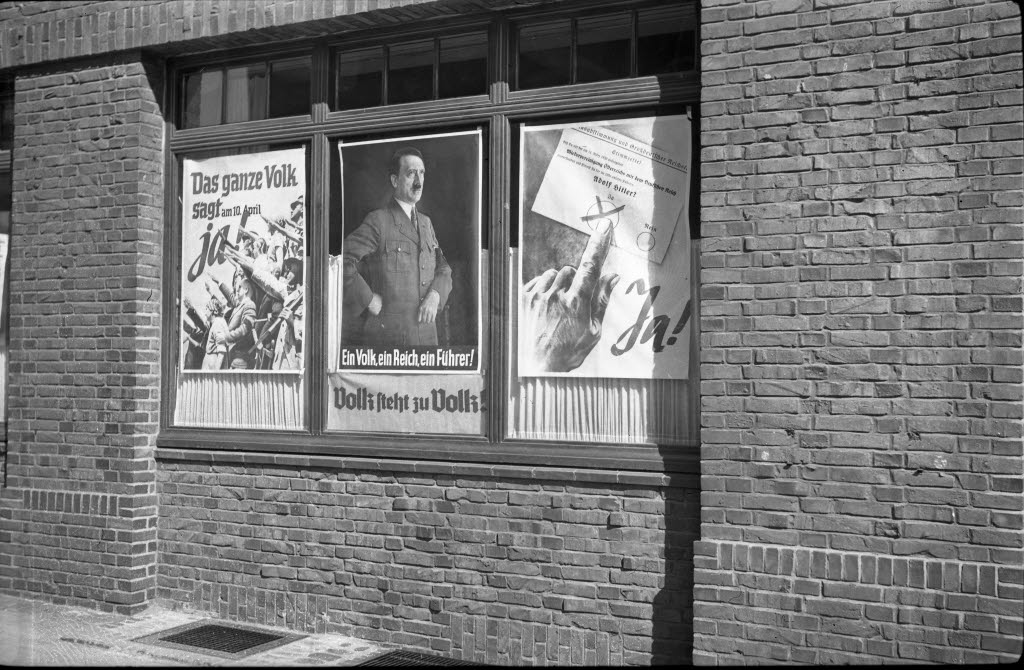
Plakate zur Reichstagswahl und Volksabstimmung 1938 in Kiel

Die Wahl zum Reichstag vom 10. April 1938 fand zugleich mit der Volksabstimmung über den Anschluss Österreichs statt. Es handelte sich um die letzte Reichstagswahl in Deutschland und die letzte Volksabstimmung in der Zeit des Nationalsozialismus. Die NS-Propaganda verwendete dabei erstmals die Bezeichnung „Großdeutscher Reichstag“ und sprach von der „Wiedervereinigung Österreichs mit dem Deutschen Reich“.
Mit der Sudetendeutschen Ergänzungswahl vom 4. Dezember 1938 stimmten auch die reichstagswahlberechtigten Bürger des Sudetenlandes über ihre Reichstagsabgeordneten ab, nachdem dieses Gebiet infolge des Münchner Abkommens vom 29. September angeschlossen worden war.
Zugelassen war wie bei den beiden vorangegangenen Wahlen nur eine nationalsozialistisch dominierte Einheitsliste, für die auch einige als „Gäste“ bezeichnete Parteilose aufgestellt wurden. Im Unterschied zu vorherigen Stimmgängen waren im April 1938 Wahl und Abstimmung jedoch weitgehend miteinander verschmolzen, sodass zu Einheitsliste und Anschlussfrage nur geschlossen abgestimmt werden konnte. Dies hatte auch zur Folge, dass es im Gegensatz zu früheren Wahlen möglich war, mit „Nein“ gegen die Einheitliste zu stimmen. Einzig für die Mitglieder des österreichischen Bundesheeres galt, dass sie nur zur Volksabstimmung, nicht jedoch zur Reichstagswahl teilnahmeberechtigt waren und daher getrennt auf eigenen Stimmzetteln abstimmten. Auch bei der Ergänzungswahl für die Sudetendeutschen im Dezember 1938 wurde derselbe Wahlmodus angewendet, obwohl nur noch über die Einheitsliste für den Reichstag abgestimmt werden konnte.
Bei allen Stimmgängen im Jahr 1938 handelte es sich um Scheinwahlen beziehungsweise um ein Scheinreferendum, da das Ergebnis bereits von vornherein feststand. Wie auch bei vorigen Stimmabgaben in der Zeit des Nationalsozialismus waren sie von schweren Verstößen gegen die Grundsätze einer freien Wahl geprägt. Wahl und Abstimmung im April 1938 erbrachten mit über 99 % Zustimmung der abgegebenen gültigen Stimmen bei einer Beteiligung von über 99 % das von der Regierung gewünschte Ergebnis. Die Ergänzungswahl im Dezember 1938 zeigte mit 98,9 % Zustimmung zur Einheitsliste der NSDAP einen vergleichbaren Ausgang.

## Politische Ausgangssituation

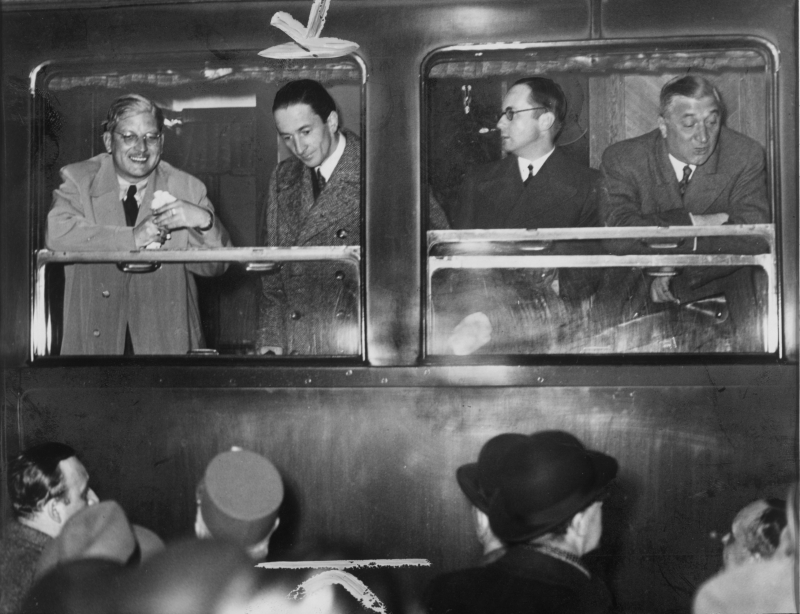
Bundeskanzler Schuschnigg auf dem Weg nach Venedig zu Verhandlungen mit der italienischen Regierung (1937)

Die Eingliederung Österreichs in das Deutsche Reich gehörte schon lange vor der Machtergreifung der Nationalsozialisten in Deutschland zum politischen Programm der NSDAP. Nach dem gescheiterten Juliputsch 1934 war das Verhältnis zwischen dem österreichischen Ständestaat und Nazi-Deutschland sehr angespannt. Zu dieser Zeit setzte sich das faschistische Italien jedoch noch für die Unabhängigkeit Österreichs ein. Nachdem die Regierung Mussolini infolge des Abessinienkrieges zunehmend international isoliert war und die Annäherung an Deutschland suchte, ließ sie ab 1935 in ihrer Unterstützung für Österreich nach.
Von diesem Zeitpunkt an stieg der Druck auf die Regierung von Kurt Schuschnigg in Österreich, sich schrittweise an Deutschland anzunähern. Mit dem Juliabkommen 1936 wurden zunächst die inhaftierten österreichischen Nationalsozialisten amnestiert und Vertrauensleute der deutschen Nationalsozialisten, wie beispielsweise Arthur Seyß-Inquart, in die österreichische Regierung aufgenommen. Im Verlauf des Jahres 1937 wurde immer deutlicher, dass Deutschland auf eine Annexion Österreichs abzielte und dass Österreich wiederum keine hinlängliche internationale Unterstützung dagegen fand. Beim Treffen von Hitler und Schuschnigg auf dem Berghof am 12. Februar 1938 wurde der österreichischen Bundesregierung das Berchtesgadener Abkommen aufgenötigt, wodurch unter anderem Arthur Seyß-Inquart zum Innen- und Sicherheitsminister ernannt wurde.

## Der Weg zu Reichstagswahl und Volksabstimmung

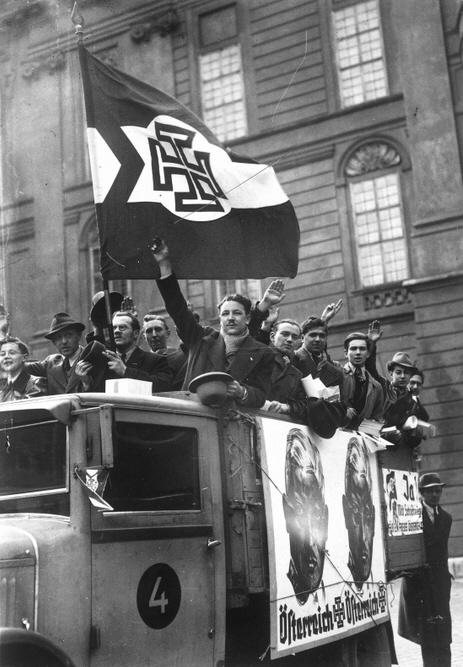
Anhänger des österreichischen Bundeskanzlers Schuschnigg werben noch am 10. März 1938 für die Volksbefragung.

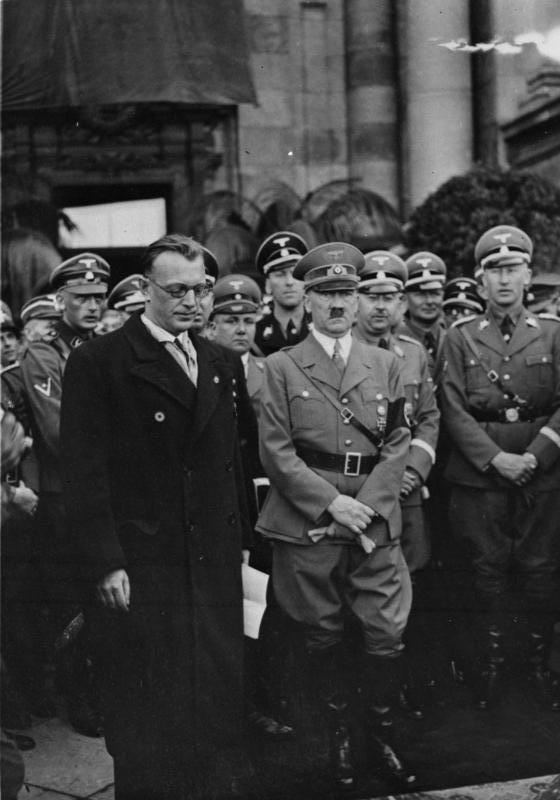
Arthur Seyß-Inquart mit Adolf Hitler in Wien (14./15. März 1938)

Am 4. März 1938 teilte „Bundeskanzler und Frontführer“ Schuschnigg Vertrauten mit, dass er eine Volksbefragung in Österreich über eine mögliche Vereinigung mit dem Deutschen Reich abzuhalten gedenke. Sein Plan sei es, bei diesem Plebiszit eine Mehrheit dagegen zu erzeugen und dadurch den Annexionsplänen Deutschlands die Legitimationsgrundlage zu entziehen. So sollten sich die Abstimmenden bekennen: 

„Für ein freies und deutsches, unabhängiges und soziales, für ein christliches und einiges Österreich. Für Friede und Arbeit und die Gleichberechtigung aller, die sich zu Volk und Vaterland bekennen.“

Am Abend des 8. März erfuhr die deutsche Regierung von den Plänen und versuchte, die Verkündung der Volksbefragung zu verhindern. Schuschnigg ließ sich jedoch nicht von seinem Vorhaben abbringen und verkündete den Plan für die Volksbefragung öffentlich am Mittwoch, dem 9. März. Abgehalten werden sollte sie bereits am Sonntag, den 13. März 1938.
Die Nationalsozialisten gaben nun jede Zurückhaltung auf und setzten am 11. März ihre Pläne zur sofortigen Machtübernahme in Österreich um. Im Verlauf des ereignisreichen Tages und unter Drohungen zwangen sie Bundeskanzler Schuschnigg schließlich zum Rücktritt, nötigten ihm jedoch zuvor noch die offizielle Verschiebung der Volksbefragung um mehrere Wochen auf den 10. April 1938 ab. Arthur Seyß-Inquart übernahm am späten Abend des 11. März das Amt des Bundeskanzlers und am 12. März rückten deutsche Truppen in Österreich ein. Am 13. März wurde durch Beschluss eines österreichischen Anschlussgesetzes, das wortgleich und am gleichen Tag auch als deutsches Reichsgesetz beschlossen wurde, die Vereinigung Österreichs mit dem Deutschen Reich vollzogen.
Bereits am 12. März hatte Hitler in einer Rundfunk-Proklamation verkündet, dass er anstatt der von Schuschnigg angedachten Volksbefragung eine „wirkliche Volksabstimmung“ durchführen lassen werde. Eine solche wurde dann auch in dem am Folgetag beschlossenen österreichischen Anschlussgesetz aufgenommen und für den 10. April 1938 angesetzt. Die Reichsregierung übernahm dieses Datum und Hitler beschloss zunächst am 16. März die Auflösung des Reichstags und Neuwahlen, dann am 18. März, dass die Volksabstimmung auch im sogenannten „Altreich“ durchgeführt werden sollte.

## Ergebnisse

### Reichstagswahl und Volksabstimmung im April 1938

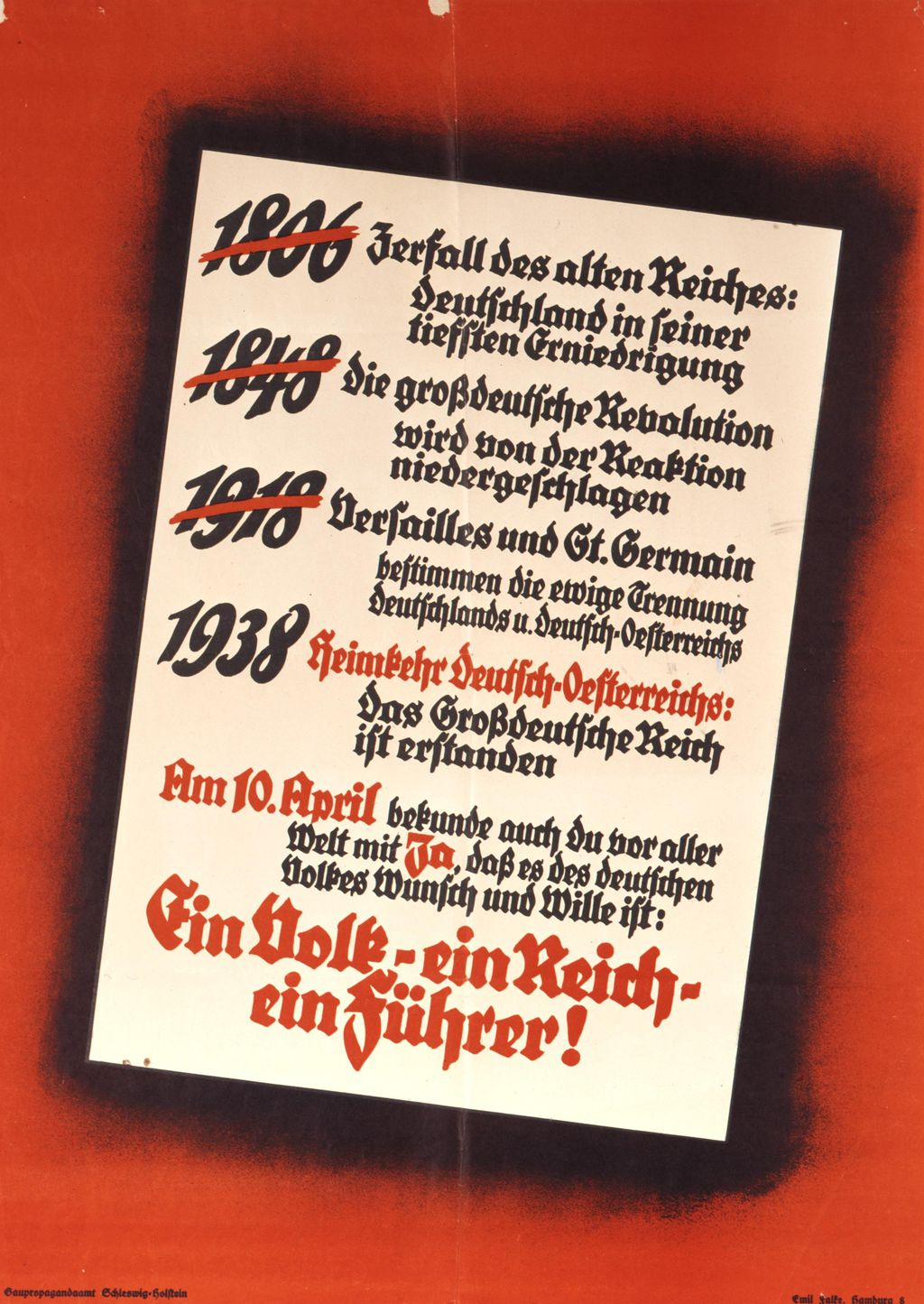
Plakat der NS-Propaganda zur Reichstagswahl und Volksabstimmung

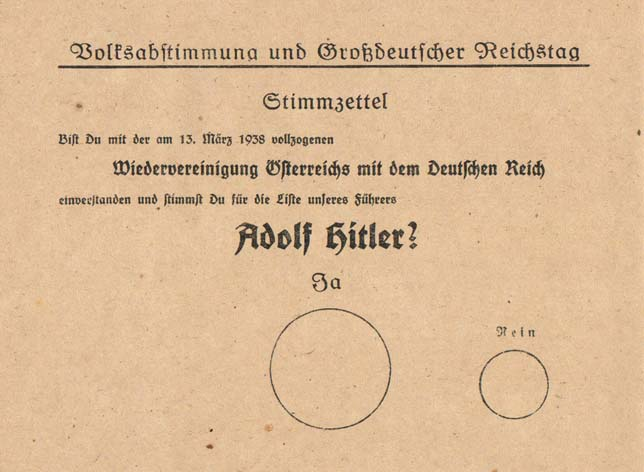
Der in Deutschland genutzte Stimmzettel zu Reichstagswahl und Volksabstimmung am 10. April 1938

Im Gegensatz zu den vorangegangenen Volksabstimmungen (1933 und 1934) wurde im Jahr 1938 das Gesetz über Volksabstimmungen nicht herangezogen. Stattdessen wurde für den deutschen Gebietsteil („Altreich“) das Reichswahlgesetz erneut angepasst, sodass eine Verschmelzung von Wahl und Volksabstimmung in einer kombinierten Abstimmungsfrage möglich wurde. Auf österreichischem Gebiet wurde hingegen das österreichische Wahlrecht angewendet, das Soldaten des österreichischen Bundesheeres von der Teilnahme an der Wahl, nicht jedoch an der Volksabstimmung ausschloss. Dies führte dazu, dass im Grundsatz drei getrennte Stimmgänge durchgeführt wurden: Eine kombinierte Wahl/Volksabstimmung auf weißen oder gelblichen Stimmzetteln im „Altreich“, eine weitere kombinierte Wahl/Volksabstimmung in identischer Gestaltung auf grünen Stimmzetteln in Österreich und zuletzt eine Volksabstimmung auf blauen Stimmzetteln für österreichische Soldaten mit einer abgewandelten Fragestellung. Alle Stimmzettel zeigten zwei Kreise zum Ankreuzen, links ein deutlich größerer mit der Überschrift ‚Ja‘ und rechts ein kleiner mit der Überschrift ‚Nein‘. Auf deutscher Seite waren Soldaten der Wehrmacht gänzlich von der Teilnahme ausgeschlossen.
Die Reichstagswahl und Volksabstimmung fand am Sonntag, den 10. April 1938, in Deutschland und Österreich statt. Es war der letzte Stimmgang in der Zeit des Nationalsozialismus. Die Abstimmungsfrage auf den Stimmzetteln für die etwa 50 Millionen Reichstagswahlberechtigten lautete (Hervorhebungen im Original):

„Bist Du mit der am 13. März 1938 vollzogenen Wiedervereinigung Österreichs mit dem Deutschen Reich einverstanden und stimmst Du für die Liste unseres Führers Adolf Hitler?“

Davon abweichend lautete die Abstimmungsfrage für die knapp 55.000 stimmberechtigten Soldaten des österreichischen Bundesheeres (Hervorhebungen im Original):

„Stimmst Du, deutscher Soldat, der am 13. März 1938 vollzogenen Wiedervereinigung Österreichs mit dem Deutschen Reich zu?“

Die 1717 Kandidaten umfassende Einheitsliste der NSDAP erreichte in Deutschland („Altreich“) gemessen an den gültig abgegebenen Stimmen 99,01 % ‚Ja‘- bei 0,99 % ‚Nein‘-Stimmen, wobei 0,16 % der abgegebenen Stimmen als ungültig gewertet wurden. In der Wahl/Abstimmung der österreichischen Bürger war das entsprechende Verhältnis 99,74 % ‚Ja‘- bei 0,26 % ‚Nein‘-Stimmen und 0,13 % ungültigen Stimmen. Für die Volksabstimmung lautete das Ergebnis der Soldaten des Bundesheeres entsprechend 99,88 % ‚Ja‘-Stimmen für den Anschluss Österreichs an das Deutsche Reich bei 0,12 % ‚Nein‘-Stimmen und nur 0,04 % ungültigen Stimmen.
Für je 60.000 abgegebene Stimmen gab es einen Sitz, weswegen 814 der auf der Einheitsliste Nominierten in den Reichstag einzogen. 803 waren Mitglieder der NSDAP, 11 waren als „Gäste“ bezeichnete Parteilose. Unter den Abgeordneten befanden sich keine Frauen.
| Stimmverteilung Reichstagswahl und Volksabstimmung April 1938 | Stimmverteilung Reichstagswahl und Volksabstimmung April 1938 | Stimmverteilung Reichstagswahl und Volksabstimmung April 1938 | Stimmverteilung Reichstagswahl und Volksabstimmung April 1938 | Stimmverteilung Reichstagswahl und Volksabstimmung April 1938 | Stimmverteilung Reichstagswahl und Volksabstimmung April 1938 | Stimmverteilung Reichstagswahl und Volksabstimmung April 1938 | Stimmverteilung Reichstagswahl und Volksabstimmung April 1938 | Stimmverteilung Reichstagswahl und Volksabstimmung April 1938 | Stimmverteilung Reichstagswahl und Volksabstimmung April 1938 | Stimmverteilung Reichstagswahl und Volksabstimmung April 1938 | Stimmverteilung Reichstagswahl und Volksabstimmung April 1938 | Stimmverteilung Reichstagswahl und Volksabstimmung April 1938 | Stimmverteilung Reichstagswahl und Volksabstimmung April 1938 | Stimmverteilung Reichstagswahl und Volksabstimmung April 1938 |
| Nr.                                                           | Stimmkreis bzw. Stimmgruppe                                   | Stimmberechtigte (a)                                          | abgegebene Stimmen (b)                                        | abgegebene Stimmen (b)                                        | ungültige Stimmen                                             | ungültige Stimmen                                             | gültige Stimmen (c)                                           | gültige Stimmen (c)                                           | gültige Stimmen (c)                                           | gültige Stimmen (c)                                           | gültige Stimmen (c)                                           | gültige Stimmen (c)                                           | gültige Stimmen (c)                                           | gültige Stimmen (c)                                           |
| Nr.                                                           | Stimmkreis bzw. Stimmgruppe                                   | Stimmberechtigte (a)                                          | abgegebene Stimmen (b)                                        | abgegebene Stimmen (b)                                        | ungültige Stimmen                                             | ungültige Stimmen                                             | Ja-Stimmen                                                    | Ja-Stimmen                                                    | Ja-Stimmen                                                    | Ja-Stimmen                                                    | Nein-Stimmen                                                  | Nein-Stimmen                                                  | Nein-Stimmen                                                  | Nein-Stimmen                                                  |
| Nr.                                                           | Stimmkreis bzw. Stimmgruppe                                   | Anzahl                                                        | Anzahl                                                        | Anteil (a)                                                    | Anzahl                                                        | Anteil (b)                                                    | Anzahl                                                        | Anteil (c)                                                    | Anteil (b)                                                    | Anteil (a)                                                    | Anzahl                                                        | Anteil (c)                                                    | Anteil (b)                                                    | Anteil (a)                                                    |
| Deutsches Reich                                               | Deutsches Reich                                               | 45.149.9520                                                   | 44.964.0050                                                   | 99,59 %                                                       | 69.8900                                                       | 0,16 %                                                        | 44.451.0920                                                   | 99,01 %                                                       | 98,86 %                                                       | 98,45 %                                                       | 443.0230                                                      | 0,99 %                                                        | 0,99 %                                                        | 0,98 %                                                        |
| Österreich                                                    | Österreich                                                    | 4.305.716                                                     | 4.293.241                                                     | 99,71 %                                                       | 5.615                                                         | 0,13 %                                                        | 4.276.349                                                     | 99,74 %                                                       | 99,61 %                                                       | 99,32 %                                                       | 11.277                                                        | 0,26 %                                                        | 0,26 %                                                        | 0,26 %                                                        |
| österr. Bundesheer                                            | österr. Bundesheer                                            | 0.054.845                                                     | 0.054.809                                                     | 99,93 %                                                       | 0.022                                                         | 0,04 %                                                        | 0.054.721                                                     | 99,88 %                                                       | 99,84 %                                                       | 99,77 %                                                       | 00.066                                                        | 0,12 %                                                        | 0,12 %                                                        | 0,12 %                                                        |
| ------------------------------------------------------------- | ------------------------------------------------------------- | ------------------------------------------------------------- | ------------------------------------------------------------- | ------------------------------------------------------------- | ------------------------------------------------------------- | ------------------------------------------------------------- | ------------------------------------------------------------- | ------------------------------------------------------------- | ------------------------------------------------------------- | ------------------------------------------------------------- | ------------------------------------------------------------- | ------------------------------------------------------------- | ------------------------------------------------------------- | ------------------------------------------------------------- |
| 01                                                            | Ostpreußen                                                    | 1.456.191                                                     | 1.453.361                                                     | 99,81 %                                                       | 1.165                                                         | 0,08 %                                                        | 1.446.861                                                     | 99,63 %                                                       | 99,55 %                                                       | 99,36 %                                                       | 05.335                                                        | 0,37 %                                                        | 0,37 %                                                        | 0,37 %                                                        |
| 02                                                            | Berlin West                                                   | 1.540.653                                                     | 1.527.100                                                     | 99,12 %                                                       | 1.593                                                         | 0,10 %                                                        | 1.512.821                                                     | 99,17 %                                                       | 99,06 %                                                       | 98,19 %                                                       | 12.686                                                        | 0,83 %                                                        | 0,83 %                                                        | 0,82 %                                                        |
| 03                                                            | Berlin Ost                                                    | 1.671.570                                                     | 1.658.051                                                     | 99,19 %                                                       | 1.296                                                         | 0,08 %                                                        | 1.645.276                                                     | 99,31 %                                                       | 99,23 %                                                       | 98,43 %                                                       | 11.479                                                        | 0,69 %                                                        | 0,69 %                                                        | 0,69 %                                                        |
| 04                                                            | Potsdam                                                       | 1.096.812                                                     | 1.093.976                                                     | 99,74 %                                                       | 2.563                                                         | 0,23 %                                                        | 1.082.103                                                     | 99,15 %                                                       | 98,91 %                                                       | 98,66 %                                                       | 09.310                                                        | 0,85 %                                                        | 0,85 %                                                        | 0,85 %                                                        |
| 05                                                            | Frankfurt (Oder)                                              | 1.089.691                                                     | 1.086.664                                                     | 99,72 %                                                       | 1.370                                                         | 0,13 %                                                        | 1.080.077                                                     | 99,52 %                                                       | 99,39 %                                                       | 99,12 %                                                       | 05.217                                                        | 0,48 %                                                        | 0,48 %                                                        | 0,48 %                                                        |
| 06                                                            | Pommern                                                       | 1.262.076                                                     | 1.260.238                                                     | 99,85 %                                                       | 1.238                                                         | 0,10 %                                                        | 1.250.273                                                     | 99,31 %                                                       | 99,21 %                                                       | 99,06 %                                                       | 08.727                                                        | 0,69 %                                                        | 0,69 %                                                        | 0,69 %                                                        |
| 07                                                            | Breslau                                                       | 1.242.043                                                     | 1.239.264                                                     | 99,78 %                                                       | 1.923                                                         | 0,16 %                                                        | 1.226.111                                                     | 99,09 %                                                       | 98,94 %                                                       | 98,72 %                                                       | 11.230                                                        | 0,91 %                                                        | 0,91 %                                                        | 0,90 %                                                        |
| 08                                                            | Liegnitz                                                      | 0.816.926                                                     | 0.815.342                                                     | 99,81 %                                                       | 2.222                                                         | 0,27 %                                                        | 0.803.511                                                     | 98,82 %                                                       | 98,55 %                                                       | 98,36 %                                                       | 09.609                                                        | 1,18 %                                                        | 1,18 %                                                        | 1,18 %                                                        |
| 09                                                            | Oppeln                                                        | 0.862.880                                                     | 0.857.300                                                     | 99,35 %                                                       | 2.400                                                         | 0,28 %                                                        | 0.846.207                                                     | 98,98 %                                                       | 98,71 %                                                       | 98,07 %                                                       | 08.693                                                        | 1,02 %                                                        | 1,01 %                                                        | 1,01 %                                                        |
| 10                                                            | Magdeburg                                                     | 1.195.241                                                     | 1.191.989                                                     | 99,73 %                                                       | 1.388                                                         | 0,12 %                                                        | 1.178.331                                                     | 98,97 %                                                       | 98,85 %                                                       | 98,59 %                                                       | 12.270                                                        | 1,03 %                                                        | 1,03 %                                                        | 1,03 %                                                        |
| 11                                                            | Merseburg                                                     | 1.023.183                                                     | 1.022.011                                                     | 99,89 %                                                       | 0.868                                                         | 0,08 %                                                        | 1.010.961                                                     | 99,00 %                                                       | 98,92 %                                                       | 98,81 %                                                       | 10.182                                                        | 1,00 %                                                        | 1,00 %                                                        | 1,00 %                                                        |
| 12                                                            | Thüringen                                                     | 1.589.490                                                     | 1.588.860                                                     | 99,96 %                                                       | 2.303                                                         | 0,14 %                                                        | 1.573.645                                                     | 99,19 %                                                       | 99,04 %                                                       | 99,00 %                                                       | 12.912                                                        | 0,81 %                                                        | 0,81 %                                                        | 0,81 %                                                        |
| 13                                                            | Schleswig-Holstein                                            | 1.005.352                                                     | 0.998.390                                                     | 99,31 %                                                       | 1.877                                                         | 0,19 %                                                        | 0.981.736                                                     | 98,52 %                                                       | 98,33 %                                                       | 97,65 %                                                       | 14.777                                                        | 1,48 %                                                        | 1,48 %                                                        | 1,47 %                                                        |
| 14                                                            | Weser-Ems                                                     | 1.112.826                                                     | 1.105.660                                                     | 99,36 %                                                       | 3.908                                                         | 0,35 %                                                        | 1.078.320                                                     | 97,87 %                                                       | 97,53 %                                                       | 96,90 %                                                       | 23.432                                                        | 2,13 %                                                        | 2,12 %                                                        | 2,11 %                                                        |
| 15                                                            | Osthannover                                                   | 0.693.094                                                     | 0.687.767                                                     | 99,23 %                                                       | 2.445                                                         | 0,36 %                                                        | 0.675.398                                                     | 98,55 %                                                       | 98,20 %                                                       | 97,45 %                                                       | 09.924                                                        | 1,45 %                                                        | 1,44 %                                                        | 1,43 %                                                        |
| 16                                                            | Südhannover-Braunschweig                                      | 1.454.780                                                     | 1.444.242                                                     | 99,28 %                                                       | 1.056                                                         | 0,07 %                                                        | 1.435.685                                                     | 99,48 %                                                       | 99,41 %                                                       | 98,69 %                                                       | 07.501                                                        | 0,52 %                                                        | 0,52 %                                                        | 0,52 %                                                        |
| 17                                                            | Westfalen Nord                                                | 1.698.720                                                     | 1.695.714                                                     | 99,82 %                                                       | 3.263                                                         | 0,19 %                                                        | 1.667.009                                                     | 98,50 %                                                       | 98,31 %                                                       | 98,13 %                                                       | 25.442                                                        | 1,50 %                                                        | 1,50 %                                                        | 1,50 %                                                        |
| 18                                                            | Westfalen Süd                                                 | 1.748.631                                                     | 1.737.606                                                     | 99,37 %                                                       | 3.211                                                         | 0,18 %                                                        | 1.719.010                                                     | 99,11 %                                                       | 98,93 %                                                       | 98,31 %                                                       | 15.385                                                        | 0,89 %                                                        | 0,89 %                                                        | 0,88 %                                                        |
| 19                                                            | Hessen-Nassau                                                 | 1.746.277                                                     | 1.734.212                                                     | 99,31 %                                                       | 3.116                                                         | 0,18 %                                                        | 1.714.932                                                     | 99,07 %                                                       | 98,89 %                                                       | 98,21 %                                                       | 16.164                                                        | 0,93 %                                                        | 0,93 %                                                        | 0,93 %                                                        |
| 20                                                            | Köln-Aachen                                                   | 1.570.755                                                     | 1.569.883                                                     | 99,94 %                                                       | 0.471                                                         | 0,03 %                                                        | 1.565.865                                                     | 99,77 %                                                       | 99,74 %                                                       | 99,69 %                                                       | 03.547                                                        | 0,23 %                                                        | 0,23 %                                                        | 0,23 %                                                        |
| 21                                                            | Koblenz-Trier                                                 | 0.836.942                                                     | 0.836.762                                                     | 99,98 %                                                       | 1.076                                                         | 0,13 %                                                        | 0.831.863                                                     | 99,54 %                                                       | 99,41 %                                                       | 99,39 %                                                       | 03.823                                                        | 0,46 %                                                        | 0,46 %                                                        | 0,46 %                                                        |
| 22                                                            | Düsseldorf Ost                                                | 1.539.905                                                     | 1.536.494                                                     | 99,78 %                                                       | 1.061                                                         | 0,07 %                                                        | 1.530.946                                                     | 99,71 %                                                       | 99,64 %                                                       | 99,42 %                                                       | 04.487                                                        | 0,29 %                                                        | 0,29 %                                                        | 0,29 %                                                        |
| 23                                                            | Düsseldorf West                                               | 1.279.020                                                     | 1.276.509                                                     | 99,80 %                                                       | 1.106                                                         | 0,09 %                                                        | 1.270.714                                                     | 99,63 %                                                       | 99,55 %                                                       | 99,35 %                                                       | 04.689                                                        | 0,37 %                                                        | 0,37 %                                                        | 0,37 %                                                        |
| 24                                                            | Oberbayern-Schwaben                                           | 1.868.120                                                     | 1.866.060                                                     | 99,89 %                                                       | 1.664                                                         | 0,09 %                                                        | 1.852.667                                                     | 99,37 %                                                       | 99,28 %                                                       | 99,17 %                                                       | 11.729                                                        | 0,63 %                                                        | 0,63 %                                                        | 0,63 %                                                        |
| 25                                                            | Niederbayern                                                  | 0.850.438                                                     | 0.848.912                                                     | 99,82 %                                                       | 1.615                                                         | 0,19 %                                                        | 0.832.251                                                     | 98,22 %                                                       | 98,04 %                                                       | 97,86 %                                                       | 15.046                                                        | 1,78 %                                                        | 1,77 %                                                        | 1,77 %                                                        |
| 26                                                            | Franken                                                       | 1.742.851                                                     | 1.741.448                                                     | 99,92 %                                                       | 1.872                                                         | 0,11 %                                                        | 1.727.417                                                     | 99,30 %                                                       | 99,19 %                                                       | 99,11 %                                                       | 12.159                                                        | 0,70 %                                                        | 0,70 %                                                        | 0,70 %                                                        |
| 27                                                            | Rheinpfalz-Saar                                               | 1.155.194                                                     | 1.154.963                                                     | 99,98 %                                                       | 0.344                                                         | 0,03 %                                                        | 1.153.583                                                     | 99,91 %                                                       | 99,88 %                                                       | 99,86 %                                                       | 01.036                                                        | 0,09 %                                                        | 0,09 %                                                        | 0,09 %                                                        |
| 28                                                            | Dresden-Bautzen                                               | 1.358.485                                                     | 1.346.774                                                     | 99,14 %                                                       | 4.090                                                         | 0,30 %                                                        | 1.317.343                                                     | 98,11 %                                                       | 97,81 %                                                       | 96,97 %                                                       | 25.341                                                        | 1,89 %                                                        | 1,88 %                                                        | 1,87 %                                                        |
| 29                                                            | Leipzig                                                       | 0.960.249                                                     | 0.947.961                                                     | 98,72 %                                                       | 4.781                                                         | 0,50 %                                                        | 0.914.417                                                     | 96,95 %                                                       | 96,46 %                                                       | 95,23 %                                                       | 28.763                                                        | 3,05 %                                                        | 3,03 %                                                        | 3,00 %                                                        |
| 30                                                            | Chemnitz-Zwickau                                              | 1.311.671                                                     | 1.307.585                                                     | 99,69 %                                                       | 4.032                                                         | 0,31 %                                                        | 1.279.128                                                     | 98,13 %                                                       | 97,82 %                                                       | 97,52 %                                                       | 24.425                                                        | 1,87 %                                                        | 1,87 %                                                        | 1,86 %                                                        |
| 31                                                            | Württemberg                                                   | 1.917.011                                                     | 1.916.338                                                     | 99,96 %                                                       | 2.040                                                         | 0,11 %                                                        | 1.902.546                                                     | 99,39 %                                                       | 99,28 %                                                       | 99,25 %                                                       | 11.752                                                        | 0,61 %                                                        | 0,61 %                                                        | 0,61 %                                                        |
| 32                                                            | Baden                                                         | 1.607.778                                                     | 1.603.377                                                     | 99,73 %                                                       | 1.342                                                         | 0,08 %                                                        | 1.575.316                                                     | 98,33 %                                                       | 98,25 %                                                       | 97,98 %                                                       | 26.719                                                        | 1,67 %                                                        | 1,67 %                                                        | 1,66 %                                                        |
| 33                                                            | Hessen                                                        | 0.970.406                                                     | 0.963.178                                                     | 99,26 %                                                       | 2.806                                                         | 0,29 %                                                        | 0.948.858                                                     | 98,80 %                                                       | 98,51 %                                                       | 97,78 %                                                       | 11.514                                                        | 1,20 %                                                        | 1,20 %                                                        | 1,19 %                                                        |
| 34                                                            | Hamburg                                                       | 1.250.449                                                     | 1.227.773                                                     | 98,19 %                                                       | 2.103                                                         | 0,17 %                                                        | 1.203.692                                                     | 98,21 %                                                       | 98,04 %                                                       | 96,26 %                                                       | 21.978                                                        | 1,79 %                                                        | 1,79 %                                                        | 1,76 %                                                        |
| 35                                                            | Mecklenburg                                                   | 0.565.534                                                     | 0.564.269                                                     | 99,78 %                                                       | 0.135                                                         | 0,02 %                                                        | 0.558.742                                                     | 99,04 %                                                       | 99,02 %                                                       | 98,80 %                                                       | 05.392                                                        | 0,96 %                                                        | 0,96 %                                                        | 0,95 %                                                        |
| Deutsche in Österreich                                        | Deutsche in Österreich                                        | 0.058.708                                                     | 0.057.972                                                     | 98,75 %                                                       | 0.147                                                         | 0,25 %                                                        | 0.057.477                                                     | 99,40 %                                                       | 99,15 %                                                       | 97,90 %                                                       | 00.348                                                        | 0,60 %                                                        | 0,60 %                                                        | 0,59 %                                                        |
| Österreicher in Deutschland                                   | Österreicher in Deutschland                                   | 0.124.056                                                     | 0.123.568                                                     | 99,61 %                                                       | 0.140                                                         | 0,11 %                                                        | 0.122.842                                                     | 99,53 %                                                       | 99,41 %                                                       | 99,02 %                                                       | 00.586                                                        | 0,47 %                                                        | 0,47 %                                                        | 0,47 %                                                        |

### Ergänzungswahl zum Reichstag im Dezember 1938

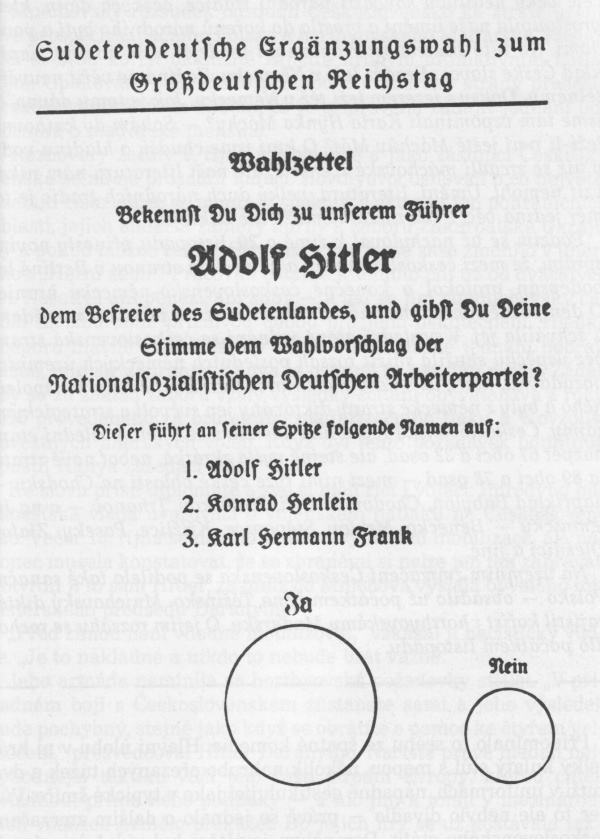
Stimmzettel zur Ergänzungswahl nach der Eingliederung des Sudetenlandes

Das Sudetenland wurde in Folge des Münchner Abkommens Anfang Oktober 1938 von der Tschechoslowakei unter Druck an das Deutsche Reich abgetreten. In der Folge wurden etwa 2,5 Millionen – im Sinne der damaligen rassistischen Gesetze – als Deutsche geltende Personen aus dem Sudetenland naturalisiert und erhielten die deutsche Staatsbürgerschaft. Gemäß dem Reichstagswahlrecht war für je 60.000 Wahlberechtigte ein Mandat zu vergeben, sodass der Reichstag um 41 Mandate auf 855 Sitze vergrößert wurde, darunter nun 10 „Gäste“. Die Ergänzungswahl zum Reichstag für das Sudetenland wurde am Sonntag, den 4. Dezember 1938, abgehalten.
Die Wahl wurde nach dem gleichen Modus wie zuvor die Reichstagswahl und Volksabstimmung über den Anschluss Österreichs abgehalten; das heißt, es stand nur eine Liste zur Wahl, für die mit ‚Ja‘ oder ‚Nein‘ gestimmt werden konnte. Im Gegensatz zur Reichstagswahl von April waren neben Hitler die bekannten sudetendeutschen Nationalsozialisten Konrad Henlein und Karl Hermann Frank namentlich aufgeführt. Die Frage auf dem Wahlzettel lautete diesmal (Hervorhebungen im Original):

„Bekennst Du Dich zu unserem Führer Adolf Hitler dem Befreier des Sudetenlandes, und gibst Du Deine Stimme dem Wahlvorschlag der Nationalsozialistischen Deutschen Arbeiterpartei?“

| Stimmverteilung Ergänzungswahl zum Reichstag Dezember 1938 | Stimmverteilung Ergänzungswahl zum Reichstag Dezember 1938 | Stimmverteilung Ergänzungswahl zum Reichstag Dezember 1938 | Stimmverteilung Ergänzungswahl zum Reichstag Dezember 1938 | Stimmverteilung Ergänzungswahl zum Reichstag Dezember 1938 | Stimmverteilung Ergänzungswahl zum Reichstag Dezember 1938 | Stimmverteilung Ergänzungswahl zum Reichstag Dezember 1938 | Stimmverteilung Ergänzungswahl zum Reichstag Dezember 1938 | Stimmverteilung Ergänzungswahl zum Reichstag Dezember 1938 | Stimmverteilung Ergänzungswahl zum Reichstag Dezember 1938 | Stimmverteilung Ergänzungswahl zum Reichstag Dezember 1938 | Stimmverteilung Ergänzungswahl zum Reichstag Dezember 1938 | Stimmverteilung Ergänzungswahl zum Reichstag Dezember 1938 | Stimmverteilung Ergänzungswahl zum Reichstag Dezember 1938 | Stimmverteilung Ergänzungswahl zum Reichstag Dezember 1938 |
| Nr.                                                        | Stimmkreis bzw. Stimmgruppe                                | Stimmberechtigte (a)                                       | abgegebene Stimmen (b)                                     | abgegebene Stimmen (b)                                     | ungültige Stimmen                                          | ungültige Stimmen                                          | gültige Stimmen (c)                                        | gültige Stimmen (c)                                        | gültige Stimmen (c)                                        | gültige Stimmen (c)                                        | gültige Stimmen (c)                                        | gültige Stimmen (c)                                        | gültige Stimmen (c)                                        | gültige Stimmen (c)                                        |
| Nr.                                                        | Stimmkreis bzw. Stimmgruppe                                | Stimmberechtigte (a)                                       | abgegebene Stimmen (b)                                     | abgegebene Stimmen (b)                                     | ungültige Stimmen                                          | ungültige Stimmen                                          | Ja-Stimmen                                                 | Ja-Stimmen                                                 | Ja-Stimmen                                                 | Ja-Stimmen                                                 | Nein-Stimmen                                               | Nein-Stimmen                                               | Nein-Stimmen                                               | Nein-Stimmen                                               |
| Nr.                                                        | Stimmkreis bzw. Stimmgruppe                                | Anzahl                                                     | Anzahl                                                     | Anteil (a)                                                 | Anzahl                                                     | Anteil (b)                                                 | Anzahl                                                     | Anteil (c)                                                 | Anteil (b)                                                 | Anteil (a)                                                 | Anzahl                                                     | Anteil (c)                                                 | Anteil (b)                                                 | Anteil (a)                                                 |
| Sudetendeutsche Wahlberechtigte                            | Sudetendeutsche Wahlberechtigte                            | 2.535.924                                                  | 2.500.961                                                  | 98,62 %                                                    | 5.540                                                      | 0,22 %                                                     | 2.467.936                                                  | 98,90 %                                                    | 98,68 %                                                    | 97,32 %                                                    | 27.485                                                     | 1,10 %                                                     | 1,10 %                                                     | 1,08 %                                                     |
| ---------------------------------------------------------- | ---------------------------------------------------------- | ---------------------------------------------------------- | ---------------------------------------------------------- | ---------------------------------------------------------- | ---------------------------------------------------------- | ---------------------------------------------------------- | ---------------------------------------------------------- | ---------------------------------------------------------- | ---------------------------------------------------------- | ---------------------------------------------------------- | ---------------------------------------------------------- | ---------------------------------------------------------- | ---------------------------------------------------------- | ---------------------------------------------------------- |
| 1                                                          | Sudetenland                                                | 2.213.109                                                  | 2.185.490                                                  | 98,75 %                                                    | 5.249                                                      | 0,24 %                                                     | 2.153.687                                                  | 98,78 %                                                    | 98,54 %                                                    | 97,31 %                                                    | 26.554                                                     | 1,22 %                                                     | 1,22 %                                                     | 1,20 %                                                     |
| 2                                                          | altes Reichsgebiet                                         | 0.234.018                                                  | 0.230.310                                                  | 98,42 %                                                    | 0.138                                                      | 0,06 %                                                     | 0.229.527                                                  | 99,72 %                                                    | 99,66 %                                                    | 98,08 %                                                    | 00.645                                                     | 0,28 %                                                     | 0,28 %                                                     | 0,28 %                                                     |
| 3                                                          | früheres Österreich                                        | 0.088.797                                                  | 0.085.161                                                  | 95,91 %                                                    | 0.153                                                      | 0,18 %                                                     | 0.084.722                                                  | 99,66 %                                                    | 99,48 %                                                    | 95,41 %                                                    | 00.286                                                     | 0,34 %                                                     | 0,34 %                                                     | 0,32 %                                                     |

## Deutung und Folgen

### Gründe für Wahl und Volksabstimmung
Die Reichstagswahl und Volksabstimmung von 1938 waren keine langfristig geplanten politischen Ereignisse. Sie waren vielmehr eine improvisierte Reaktion, um den kurzfristig ins Werk gesetzten Anschluss Österreichs politisch nach innen und außen abzusichern. Noch bis zum 8. März 1938 scheint Hitler die Machtübernahme Österreichs durch dessen schrittweise Annäherung an das Deutsche Reich verfolgt zu haben. Erst als Bundeskanzler Schuschnigg überraschend die Volksbefragung für Mitte März ansetzte, entschloss man sich in Deutschland kurzfristig zum gewaltsamen Anschluss durch Einmarsch. Diese offene Aggression sollte durch die zusammengelegte Scheinwahl/-abstimmung vor der internationalen Öffentlichkeit gerechtfertigt werden. Einerseits wollte das Hitler-Regime nicht hinter Schuschnigg und sein bereits angekündigtes Plebiszit zurückfallen. Schließlich gehörte die angebliche Einheit von „Volk und Führer“ zu den wesentlichen Säulen der nationalsozialistischen Ideologie. Zum anderen waren eine ganze Reihe von Territorialstreitigkeiten nach dem Ersten Weltkrieg durch entsprechende Referenden entschieden worden (beispielsweise in Schleswig, Ostpreußen, Oberschlesien und Kärnten). Wenngleich die Vereinigung von Österreich und Deutschland im Versailler Vertrag ausdrücklich untersagt worden war, handelte es sich bei der Volksabstimmung zumindest formal um ein international anerkanntes Verfahren, was die Kritik durch Frankreich oder Großbritannien erschwerte.

### Interpretation der Ergebnisse
In der Geschichtswissenschaft ist allgemein anerkannt, dass der Anschluss Österreichs an das Deutsche Reich von weiten Teilen der Bevölkerungen beider Länder befürwortet wurde. So verweist Heinrich August Winkler auf die Wahlwerbung, mit der die österreichischen Bischöfe und auch der ehemalige Staatskanzler Karl Renner (vormals SPÖ) öffentlich dazu aufgerufen hatten, mit „Ja“ zu stimmen. Die Deutschland-Berichte der Sopade meldeten aus dem Altreich, „daß die nationale Hochstimmung echt ist“ und sich nur eine Minderheit davon nicht habe fortreißen lassen. Hitler erschien vielen Wählern als Vollender des Werkes Otto von Bismarcks, indem er den Bruch von 1866, die im Deutschen Krieg erzwungene kleindeutsche Lösung, überwand. Obendrein schien er den Versailler Vertrag und den Vertrag von Saint-Germain erfolgreich überwunden und das Selbstbestimmungsrecht der Deutschen und Österreicher verwirklicht zu haben.
Das muss im Umkehrschluss jedoch nicht bedeuten, dass deswegen alle Abstimmenden vorbehaltlos vom nationalsozialistischen Regime überzeugt waren. Richard J. Evans verweist denn auch auf massive Einschüchterungen und Wahlfälschungen. So soll beispielsweise laut Gestapo in Wahrheit nur ein Drittel der Bevölkerung Wiens den „Anschluss“ wirklich befürwortet haben. Das ganze Maß der Wahlfälschung ist im Nachhinein nicht zu ermitteln. Jedoch muss bei buchstäblich unglaublichen Ergebnissen von rund 99 % geradezu zwingend von Manipulation ausgegangen werden. Otmar Jung macht nicht zuletzt die nationalsozialistische Propaganda als Ursache aus, wenn er schreibt: „Entscheidend dürfte auch hier wieder die Dogmatik kontinuierlichen Fortschritts gewesen sein, der es unerträglich dünkte, wenn nach dem 98,8 %-Ergebnis, welches das Regime schon für die Rheinlandbesetzung vor zwei Jahren vorgewiesen hatte, der Anschluss Österreichs jetzt – aus welchen Gründen auch immer – eine geringere Zustimmung erführe.“

### Weitere Entwicklung des Reichstags
Die erste Sitzung der neuen Legislaturperiode fand am 30. Januar 1939 statt; zum Reichstagspräsidenten wurde der Luftfahrtsminister Hermann Göring gewählt. Danach kam es durch die Eingliederung des Memellandes im März 1939 und später noch weiterer Gebiete zu einer schrittweisen Aufstockung des Reichstags auf 876 Mitglieder.
Am 25. Januar 1943 verlängerte Hitler die Wahlperiode des Reichstages per Gesetz bis zum 30. Januar 1947. Damit wurde vermieden, während des Krieges Wahlen abhalten zu müssen. Mit der bedingungslosen Kapitulation der Wehrmacht am 8. Mai 1945 (VE-Day) endete der Krieg in Europa und es gab in Deutschland keine weitere Reichstagswahl mehr.